# كأس العالم للرغبي 1987
كأس العالم للرجبي 1987 (بالإنجليزية: 1987 Rugby World Cup)‏ هو الموسم 1 من  كأس العالم للرجبي. أقيم خلال الفترة 22 مايو 1987، وحتى 20 يونيو 1987، وبمشاركة  16 فريقاً، وفاز فيه منتخب نيوزيلندا الوطني لاتحاد الرغبي.